# Cleo Moore

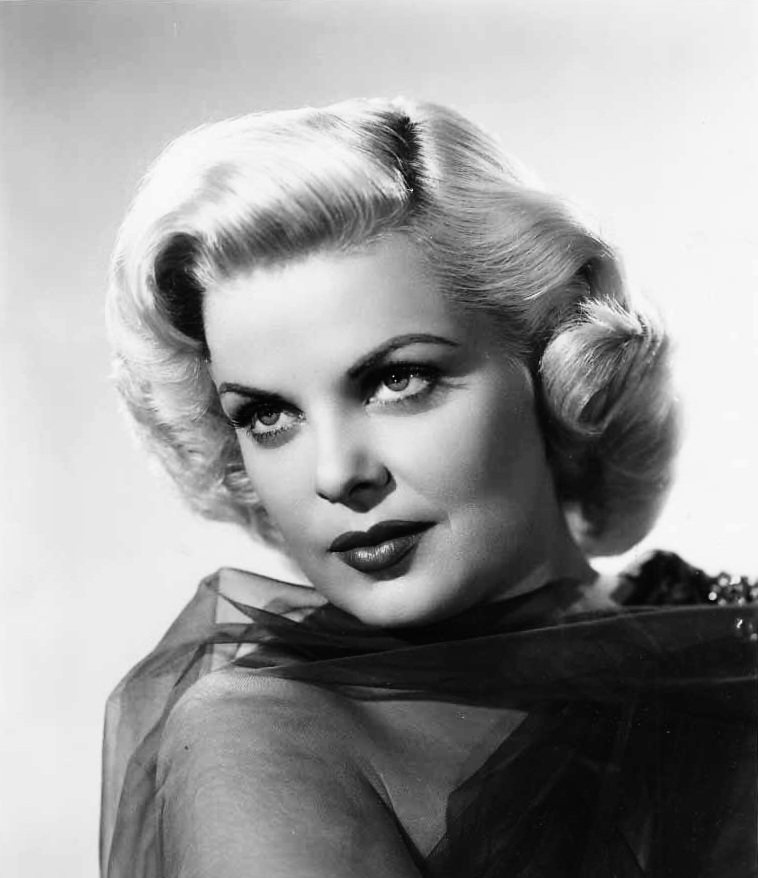
Cleo Moore, 1953

Cleo Moore (* 31. Oktober 1929 in Baton Rouge, Louisiana; † 28. Oktober 1973 in Inglewood, Kalifornien) war eine amerikanische Filmschauspielerin und Pin-up-Girl der 1950er Jahre.

## Karriere
Das „Glamour-Girl“ Cleo Moore wurde von einem Talentsucher der RKO entdeckt. Sie gab ihr Filmdebüt 1948 in Congo Bill. Columbia Pictures setzte sie ab 1952 als Haupt- und Nebendarstellerin in verschiedenen Produktionen wie One Girl’s Confession (1953) oder Over-Exposed (1956), oftmals unter der Regie von Hugo Haas, ein.
Columbia Pictures versuchte sie als Antwort auf Marilyn Monroe zu vermarkten. Ähnlich wie Mamie Van Doren, Sheree North oder Barbara Nichols, die als Nachfolgerin oder Konkurrentin der Monroe aufgebaut wurden, blieb sie jedoch eine zweitrangige Schauspielerin und erlangte mehr Bekanntheit durch ihre medienwirksamen Auftritte und Pin-up-Fotos. 1954 küsste Jack Eigen, Comedian des Fernsehsenders WBKB aus Chicago, Moore fünf Minuten lang live vor der Kamera, worauf er „wegen Geschmacklosigkeit vor der Fernsehkamera“ fristlos entlassen wurde. Moores Film-Karriere endete in den späten 1950er Jahren.

## Privatleben
Nach ihrem Highschool-Abschluss heiratete sie 1944 Palmer Long, Sohn des Politikers Huey Pierce Long. Die Ehe hielt nur sechs Wochen. Moores Schwester Mara Lea trat in den 1950er Jahren ebenfalls als Schauspielerin in Erscheinung.
1961 heiratete Cleo Moore den Millionär Herbert Heftler, 1963 kam ihre Tochter Debra zur Welt. Bis zu ihrem Tod lebte das Paar als Socialites in Beverly Hills. Cleo Moore verstarb 1973 im Alter von nur 43 Jahren an einem Herzinfarkt.

## Filmografie (Auswahl)
- 1948: Congo Bill
- 1950: Juwelenraub um Mitternacht (The Great Jewel Robbery)
- 1950: Der Henker saß am Tisch (Ocean Drive)
- 1950: Zwischen zwei Frauen (Bright Leaf)
- 1950: Rio Grande Patrol
- 1950: Hunt the Man Down
- 1950: Dynamite Pass
- 1950: Endstation Mord (Gambling House)
- 1951: On Dangerous Ground
- 1952: The Pace That Thrills
- 1952: Strange Fascination
- 1953: One Girl’s Confession
- 1954: The Other Woman
- 1954: Bait
- 1955: Hold Back Tomorrow
- 1955: Revolte im Frauenzuchthaus (Women's Prison)
- 1956: Over-Exposed
- 1957: Mörderische Falle (Hit and Run)